# Tito Statilio Tauro Corvino
Tito Statilio Tauro Corvino (in latino  Titus Statilius Taurus Corvinus; fl. I secolo) è stato un politico romano.
Era figlio di Tito Statilio Tauro, che fu console nell'11 e discendeva da Tito Statilio Tauro, homo novus che ottenne il consolato nel 37 a.C. come consul suffectus e poi come ordinarius nel 26 a.C.
Il nonno materno era Marco Valerio Messalla Corvino, dato che la madre era Valeria Messalina. Il fratello era Tito Statilio Tauro che fu console nel 44.
Corvino fu console dal gennaio al giugno del 45, durante il principato di Claudio. Il collega fu Marco Vinicio, che aveva già ricoperto la stessa carica nel 30.
Nel 46, con Gaio Asinio Gallo, nipote di Gaio Asinio Pollione, partecipò a una congiura contro Claudio, organizzata da alcuni liberti dello stesso Claudio. Gallo fu esiliato ma invece di essere esiliato Corvino dovrebbe essere stato messo a morte 
Potrebbe essere il padre di Statilia Messalina, terza moglie di Nerone.
Corvino faveva parte del collegio degli arvali ed era componente del collegio dei decemviri sacris faciundis.